# Falsches Bärtchenmoos
Das Falsche Bärtchenmoos (Didymodon fallax), auch Täuschendes Bärtchenmoos oder Doppelzahnmoos genannt, ist ein Laubmoos aus der Familie der Pottiaceae. Je nach Auffassung wird es auch als Barbula fallax Hedw. beschrieben.

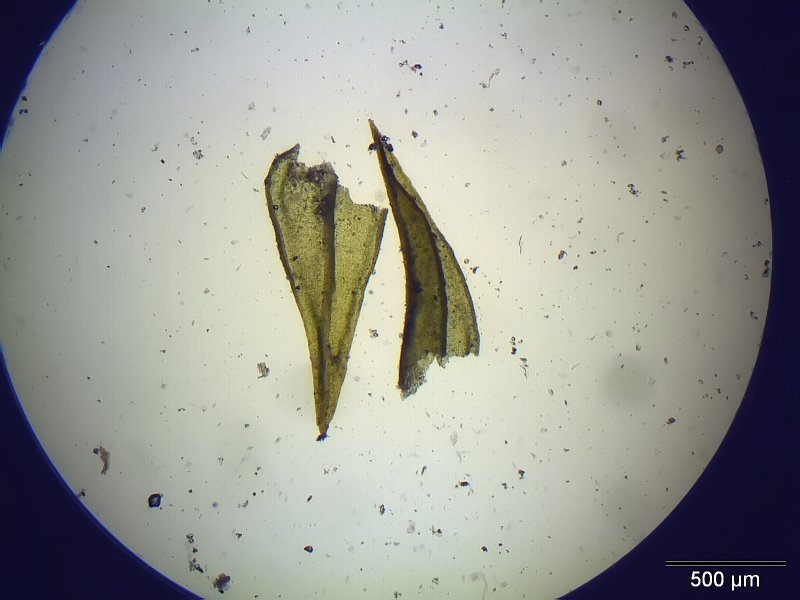
Blatt mit Laminazellen und Blattrippe bei 400-facher Vergrößerung

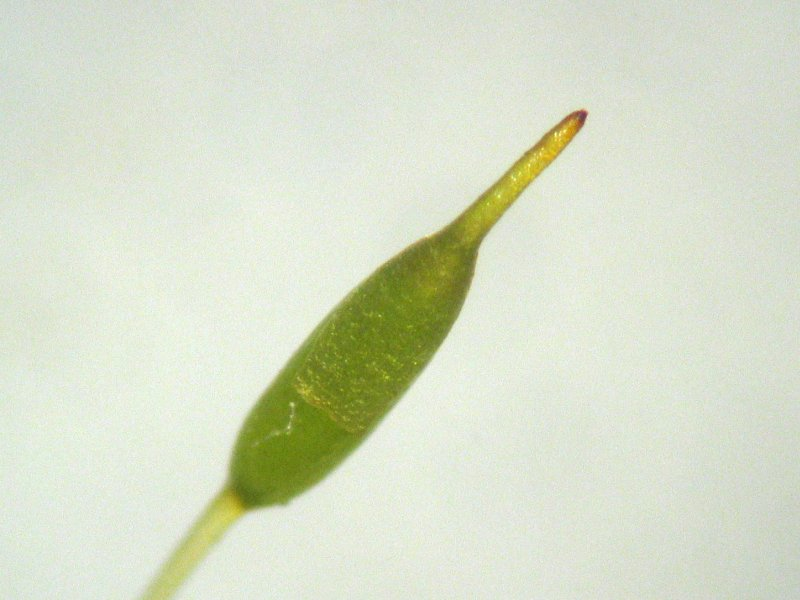
Sporogonen-Kapsel mit Kalyptra bei 32-facher Vergrößerung

## Vorkommen
Es kommt zumeist auf feuchten, tonigen Böden vor, ist jedoch auch an Mauern und Felsen verbreitet. Oft besiedelt es kalkhaltige Standorte und bevorzugt Halbschatten. Daher ist es häufig an Nord- und Osthängen zu finden. Es handelt sich um ein holarktisch verbreitetes Laubmoos, welches vom Tiefland bis über 2000 m vorkommt.

## Merkmale
Das Falsche Bärtchenmoos bildet bis 2 cm hohe Stämmchen aus und wächst in schmutzig grünen bis bräunlichen, lockeren, oft ausgedehnten Rasen und bildet keinen Rhizoidfilz aus. Seine ganzrandigen, etwa 1 bis 2 mm langen, lanzettlichen Blätter sind im feuchten Zustand sparrig abstehend, erscheinen im trockenen Zustand dagegen schwach gedreht und angedrückt. Sie sind aus einem breit eiförmigen Grund allmählich zugespitzt und gekielt. Die Blattränder sind auf der ganzen Länge bis kurz vor der Blattspitze umgerollt. Die Laminazellen des Blattgrundes sind subquadratisch geformt und mehr oder minder durchsichtig. Die oberen Zellen sind dagegen undurchsichtig, rundlich und erscheinen leicht papillös (warzig). Die Mittelrippe ist kräftig ausgebildet und endet in der Blattspitze. Die rötlichbraune Seta trägt aufrechte, eilänglich bis zylindrisch geformte Kapseln, die am Vorderende 32 Peristomzähne aufweisen, die drei- bis viermal links gewunden sind.